# The Osiris Child: Science Fiction Volume One
The Osiris Child: Science Fiction Volume One (també coneguda simplificadament com The Osiris Child i a Europa com Origin Wars) és una pel·lícula de ciència-ficció australiana del 2016 dirigida per Shane Abbess i protagonitzada per Daniel MacPherson, Kellan Lutz i Rachel Griffiths.

## Argument
Sy Lombrok (Kellan Lutz), una antiga infermera, es veu junt amb Kane Sommerville (Daniel MacPherson), un tinent que treballa per a Exor, una empresa de contracte militar fora de la terra en el futur extraterrestre de la humanitat, mentre busquen la filla petita de Kane, Indi (Teagan Croft) abans del desastre.

## Repartiment
- Kellan Lutz com Sy Lombrok
- Daniel MacPherson com el tinent Kane Sommerville
- Isabel Lucas com a Gyp
- Luke Ford com a Bill
- Rachel Griffiths com a general Lynex
- Temuera Morrison com al director Mourdain
- Teagan Croft com Indi Sommerville
- Bren Foster com a Charles Kreat
- Dwaine Stevenson com The Ragged
- Grace Huang com a Jandi
- Firass Dirani com a Clarence Carmel
- Brendan Clearkin com Bostok Kramer

## Producció
El rodatge va tenir lloc a Coober Pedy a Austràlia Meridional i Gladesville i Sydney a Nova Gal·les del Sud. Els productors acreditats inclouen el director Shane Abbess i Brian Cachia, i Cachia també va compondre la música.

## Llançament
The Osiris Child: Science Fiction Volume One es va estrenar als Estats Units al Fantastic Fest el setembre de 2016. Es va estrenar a Austràlia al Gold Coast Film Festival el 21 Abril 2017.

## Recepció
Joe Leydon de Variety va elogiar la pel·lícula per l'actuació, mentre Andy Webster elogiava el director, Shane Abbess. Michael Reichshaffen deLos Angeles Times va criticar el guió de Brian Cachia, assenyalant que li "mancava novetat". Al lloc web de l'agregador de ressenyes Rotten Tomatoes, la pel·lícula té una puntuació d'aprovació del 62%, basada en 21 ressenyes, i una puntuació mitjana de 5,9/10.